# Preludio op. 28 n. 4 (Chopin)
Il Preludio op. 28 n. 4 in Mi minore fa parte della raccolta di 24 preludi per pianoforte scritti da Fryderyk Chopin fra il 1831 e il 1839.

## Storia
La composizione risale quasi con certezza al periodo passato dal musicista sull'isola di Maiorca fra l'ottobre del 1838 e il febbraio 1839. Il musicologo Ludwik Bronarski nel manoscritto da lui ritrovato e denominato Manoscritto di Ginevra, oltre a un abbozzo della Mazurka op. 41 n. 1, ha rinvenuto un'annotazione relativa a questo preludio con la data "Palma, 28 ottobre". Pubblicato nel 1839, era dedicato, come tutta l'op. 28, ai suoi amici Camille Pleyel nell'edizione francese e a Joseph Christoph Kessler in quella tedesca.
Oltre al Requiem di Mozart, espressamente richiesto dal compositore, questo preludio fu suonato al suo funerale, insieme a  quello in Si minore, dall'organista Lefébure-Wély.